# Општина Белтиуг (Сату Маре)
Белтиуг (рум. Beltiug) општина је у Румунији у округу Сату Маре.
Oпштина се налази на надморској висини од 147 m.